# Penisola di Taz
La penisola di Taz (in russo Тазовский полуостров, Tazovskij poluostrov) si trova nel nord della pianura siberiana occidentale tra il golfo dell'Ob (a ovest) e l'estuario del Taz (a est). È situata nel circondario federale degli Urali della Russia ed è compresa nel territorio dei Tazovskij e Nadymskij rajon che fanno parte del circondario autonomo Jamalo-Nenec. 
La penisola è situata tra la penisola Jamal e quella di Gyda. La sua lunghezza è di circa 200 km, la larghezza è in media di 100 km.  La superficie è pianeggiante, leggermente inclinata verso est fino alla baia di Taz e termina in grandi scogliere a ovest verso il golfo di Ob'. La sua altezza massima è di 89 m nella parte settentrionale. La vegetazione è quella tipica della tundra.